# Przejście graniczne Hrubieszów-Włodzimierz Wołyński
Przejście graniczne Hrubieszów-Włodzimierz Wołyński – polsko-ukraińskie kolejowe przejście graniczne położone w województwie lubelskim, w powiecie hrubieszowskim, w gminie Hrubieszów, w miejscowości Hrubieszów.

## Opis
Przejście graniczne Hrubieszów-Włodzimierz Wołyński czynne jest przez całą dobę. Dopuszczony jest ruch osób oraz środków transportowych i towarów niezależnie od przynależności państwowej oraz mały ruch graniczny. Zakres prowadzonej kontroli: graniczna, celna, weterynaryjna (tylko pasze roślinne i mineralne), fitosanitarna, sanitarna, kontrola jakości handlowej artykułów rolno–spożywczych. Obecnie jest to przejście o charakterze wyłącznie towarowym.
Do odprawy granicznej pociągów towarowych przeznaczonych jest 12 torów. Specyfiką przejścia jest jeden system transportowy, tj. po torze o szerokości 1520 mm (linia szerokotorowa) przebiega linią kolejową nr 65 (Linia Hutnicza Szerokotorowa) (dawniej Linia Hutniczo–Siarkowa) wybudowana w 1979 w osi przeprawy mostowej na rzece Bug z 1944.
Najczęściej odprawiane towary, to:
- towary niebezpieczne (propan, butan, mieszaniny węglowodorów, fenol, benzen),
- rudy żelaza
- odpady (makulatura)
- drewno
- węgiel, kruszywo
- nawozy mineralne itp.

### Podmioty odpowiedzialne
Stan z 26 kwietnia 2025
Podmioty odpowiedzialne za dokonywanie kontroli osób, towarów i pociągów przekraczających granicę:
- Kontrola graniczna: Placówka Straży Granicznej w Hrubieszowie[a][6]
- Kontrola celna: Lubelski Urząd Celno-Skarbowy w Białej Podlaskiej, Oddział Celny w Hrubieszowie
- Graniczny Inspektorat Weterynarii w Dorohusku - punkt kontroli w Hrubieszowie
- Graniczna Stacja Sanitarno-Epidemiologiczna w Hrebennem – Kolejowe Przejście Graniczne w Hrubieszowie
- Wojewódzki Inspektorat Ochrony Roślin i Nasiennictwa w Lublinie – Oddział Graniczny w Hrubieszowie
- Wojewódzki Inspektorat Jakości Handlowej Artykułów Rolno-Spożywczych w Lublinie – Obsługa przejścia granicznego - Hrubieszów

Administracja przejścia:
- Zespół Drogowego Przejścia Granicznego w Zosinie i Kolejowego Przejścia Granicznego w Hrubieszowie podległy Lubelskiemu Zarządowi Obsługi Przejść Granicznych w Chełmie – Wydział Zamiejscowy w Zamościu (stan zatrudnienia – 12 osób).

### Stanowiska odpraw, miejsca postojowe
Stan z 8 lutego 2013
Specyfiką linii kolejowej, w ciągu której usytuowane jest kolejowe przejście graniczne w Hrubieszowie, jest wyłącznie szerokotorowy system transportowy (1 520 mm). Rejon odpraw w Hrubieszowie liczy 14 torów.

### Obiekty kubaturowe
Stan z 8 lutego 2013
Administrator przejścia granicznego nie posiada własnych obiektów, a niżej wymienione liczby pomieszczeń w biurowcu stacji dla potrzeb służb pracujących w przejściu granicznym dzierżawi od PKP LHS Sp. z o.o. w Zamościu.
- Straż Graniczna – 10 pomieszczeń (łącznie 148,60 m²)[b]
- Służba Celna – 21 pomieszczeń (łącznie 317,32 m²)[b]
- Punkt Granicznej Kontroli Weterynaryjnej – 10 pomieszczeń (łącznie 109,32 m²)[b]
- Oddział Graniczny Inspekcji Ochrony Roślin i Nasiennictwa – 11 pomieszczeń (łącznie 108,22 m²)[b]
- Punkt Granicznej Kontroli Sanitarno–Epidemiologicznej – 3 pomieszczenia (łącznie 35,23 m²)[b]
- Inspekcja Jakości Handlowej Artykułów Rolno–Spożywczych – 1 pomieszczenie (37,61 m²)[b]
- Administrator przejścia – 3 pomieszczenia (łącznie 58,13 m²)[b].

### Media
Stan z 8 lutego 2013
Energię elektryczną, ogrzewanie, zaopatrzenie w wodę (zimną i ciepłą), odprowadzanie ścieków oraz łączność telefoniczną zapewnia odpłatnie PKP LHS Sp. z o.o. w ramach umowy najmu pomieszczeń, zawartej z administratorem przejścia granicznego.

### Inne elementy infrastruktury należące do przejścia granicznego
Stan z 8 lutego 2013
- Graniczny most kolejowy na Bugu, z jednym torowiskiem (dł. 2,5 km) do stacji granicznej
- Pomost (zwyżka) przy rampie kolejowej, przeznaczony do kontroli wagonów przez służby graniczne
- Stacjonarny monitor promieniowania typu bramkowego – 1 zestaw.

### Przejście graniczne polsko-radzieckie
W okresie istnienia Związku Radzieckiego od 1978 funkcjonowało w tym miejscu polsko-radzieckie kolejowe przejście graniczne Hrubieszów. Dopuszczony był ruch towarowy. Następnie rozszerzono o ruch osobowy. Kontrolę graniczną i celną osób, towarów i środków transportu wykonywała Graniczna Placówka Kontrolna Hrubieszów.